# Geweldig
Geweldig is een lied van de Nederlandse zanger Ronnie Tober. Het werd in 1965 als single uitgebracht.

## Achtergrond
Geweldig is geschreven door Pieter Goemans. Op de single liet Tober zich begeleiden door een orkest onder leiding van Jack Bulterman. Het is een nederpoplied dat een ode is aan een vrouw die volgens de liedverteller geweldig is. Tober zong het lied bij het Nationaal Songfestival 1965, nadat hij was uitgekozen uit beste van de drie naast Een lied wordt oud en Kip in 't water. In de finale haalde de zanger met het lied de tweede plaats, waarin hij verloor van Conny Vandenbos met 't Is genoeg. Desondanks werd Geweldig een kleine hit in Nederland en is het een van Tober's meest bekende nummers.
De single werd uitgebracht met Kip in 't water op de B-kant. Dit lied was geschreven door Pi Scheffer, Goemans en Louis Dusée. Ook hier was de begeleiding verzorgd door het orkest van Bulterman.
Beide liedjes werden samen met Iedere avond en Voor jou op een ep uitgebracht.

## Hitnoteringen
Het lied stond genoteerd in de Nederlandse Top 40. Het kwam hier tot de 23e positie en stond vijf weken in de lijst. 